# Gilles Lebeau
Gilles René Pierre Yves Lebeau (17 de novembro de 1954) é um matemático francês.
Lebeau estudou de 1974 a 1978 na Escola Normal Superior de Paris (Agrégation 1976), onde obteve um doutorado em 1984, orientado por Louis Boutet de Monvel. A partir de 1978 trabalhou no Centre national de la recherche scientifique (CNRS) como Attachée de Recherche. Em 1985 foi professor da Universidade Paris-Sul em Orsay. em 1997 da École Polytechnique e a partir de 2001 da Universidade de Nizza Sophia-Antipolis.